# Euptychia pellerna
Euptychia pellerna är en fjärilsart som beskrevs av William Schaus. Euptychia pellerna ingår i släktet Euptychia och familjen praktfjärilar. Inga underarter finns listade i Catalogue of Life.